# Het bezoek van de lijfarts
Het bezoek van de lijfarts (Zweeds: Livläkarens besök) is een roman uit 1999 van de Zweedse schrijver Per Olov Enquist. Het is een van zijn bekendste romans. 
Met dit boek, waarvoor hij onder andere de prestigieuze Zweedse Augustpriset ontving, kreeg hij internationale erkenning. De historische roman vertelt het verhaal van Friedrich Struensee, een Duitse arts uit Altona, die in 1770 gevraagd wordt de lijfarts te worden van de Deense koning Christiaan VII. De koning blijkt een overgevoelige persoonlijkheid te zijn, die geestesziek is geworden door de bejegening van de minister van Financiën Reventlow, die een centrale rol speelde in de opvoeding van Christiaan. De lijfarts krijgt gaandeweg niet alleen een relatie met de koningin, de uit Groot-Brittannië afkomstige Caroline Mathilde. Hij verkrijgt ook de absolute macht in het Deense koninkrijk als Christiaan VII met uitschakeling van het kabinet aan Struensee de bevoegdheid verleent om decreten en wetten uit te vaardigen. Hij voert een groot aantal hervormingen door, maar komt tot zijn teleurstelling niet toe aan de afschaffing van een van de voorrechten van de adel, de horigheid van de boerenstand.  Struensee en ook de koning in zijn heldere momenten zijn namelijk beïnvloed door de Franse filosofen zoals Rousseau met hun idee van de Verlichting. De adel komt in opstand en pleegt een staatsgreep. De lijfarts wordt terechtgesteld.

## Verfilming
De Deense regisseur Kaspar Rostrup, die met Enquist samenwerkte, kondigde in 2000 op zijn 60e verjaardag zijn plannen voor een verfilming van de roman aan. De opnamen zouden in 2003 beginnen. De geschiedenis van Struensee en Caroline Mathilde zou uiteindelijk in 2011 onder regie van Nikolaj Arcel worden verfilmd als En kongelig affære (2012). Dit was echter geen verfilming van Enquist roman, maar van de roman Prinsesse af blodet (2000) die min of meer hetzelfde verhaal vertelt.

## Opera en toneelstuk
De Deense componist Bo Holten bewerkte de roman tot de opera Livlægens besøg (2009). Erik Norberg en Johanna Garpe bewerkten de roman tot toneelstuk onder de titel Livläkarens besök (2015).